# Pålsbo naturreservat, Borås kommun
Pålsbo naturreservat är ett naturreservat i Borås kommun i Västra Götalands län.
Området är naturskyddat sedan 2024 och är 88 hektar stort. Reservatet ligger norr om Sandared och norr om Pålsbosjön och består av barrblandskog och tallbevuxna myrar. 